# District autonome de Yamoussoukro
Le district autonome de Yamoussoukro est un district de Côte d'Ivoire, en Afrique de l'ouest, qui a pour chef-lieu la ville de Yamoussoukro, également capitale politique et administrative du pays. En 2021, sa population est de 422 072 habitants.
Il s'étend au centre du pays et ne comprend pas de régions (à l'inverse de la plupart des districts ivoiriens) mais deux départements : Attiégouakro et Yamoussoukro.
Ce district fut créé en 2011 par le décret n°2011-263 du 28 septembre, portant organisation du territoire national en Districts et en Régions, puis son statut fut précisé par la loi n° 2014-454 du 05 août 2014, portant statut du District Autonome de Yamoussoukro.

## Statuts
Selon la loi n° 2014-454 du 05 août 2014 (article 4), le district autonome établit et fait appliquer notamment: 
- la protection-de l'environnement ;
- la planification de l'aménagement du territoire du District Autonome ;
- la lutte contre les effets néfastes de l'urbanisation ;
- la promotion et la réalisation des actions de développement économique, social et culturel ;
- la lutte contre l'insécurité ;
- la protection et la promotion des traditions et coutumes ;
- l'entretien du patrimoine et des biens domaniaux de l'État transférés au District Autonome ;
- les travaux d'équipement rural.

## Situation géographique
Le district autonome de Yamoussoukro est enclavé à l'intérieur des terres : il est entouré, au nord et à l'est, par le district des Lacs; au sud, par le Gôh-Djiboua et à l'ouest, par le district du Sassandra-Marahoué.

## Démographie

### Population
Sa population était estimée à 422 072 habitants en 2021, principalement concentrée dans et autour de l'agglomération de la capitale.
Aux populations autochtones (Akouè et Nanafouè), il faut ajouter une population étrangère estimée à 52 562 habitants et représentant environ 17 % de la population totale du District.
La population du District de Yamoussoukro est une population jeune. Environ 56 % de cette population avait moins de vingt (20 ans) en 2020.
| Année | Population |
| ----- | ---------- |
| 2014  | 355 573    |
| 2021  | 422 072    |

## Réserves naturelles
Le district ne compte qu'une seule réserve naturelle, dans l'est (à environ 45 min en voiture de Yamoussoukro) : 
- Réserve de faune d'Abokouamékro.

## Économie
Bien que de taille modeste, le district dispose d'un potentiel de développement important, notamment autour de la nouvelle capitale, toujours en construction.
Le barrage de Kossou, sur le fleuve Bandama blanc alimente principalement le district et ses 360 000 habitants en électricité neutre en carbone, dite « verte ».
L'Aéroport international de Yamoussoukro assure la déserte du district et alentours à partir des airs. L'autoroute A3 sert le district par la route. Aucune gare ferroviaire n'est présente à Yamoussoukro, ni dans le district.

## Éducation
La ville dispose de multiples centres d'éducation, en plus de l'université de Côte d'Ivoire. Parmi les plus réputés : 
- l'Institut national polytechnique Félix Houphouët-Boigny ;
- le Lycée scientifique de Yamoussoukro ;
- l'École nationale supérieure d'agronomie de Yamoussoukro ;
- l'Institut national supérieur de l'enseignement technique de Yamoussoukro.

## Culture
Yamoussoukro abrite plusieurs lieux touristiques et entités culturelles d'importance nationale et internationale : 
- la basilique Notre-Dame-de-la-Paix de Yamoussoukro ;
- la Fondation Félix-Houphouët-Boigny ;
- les Crocodiles de Yamoussoukro.

## Galerie de photos

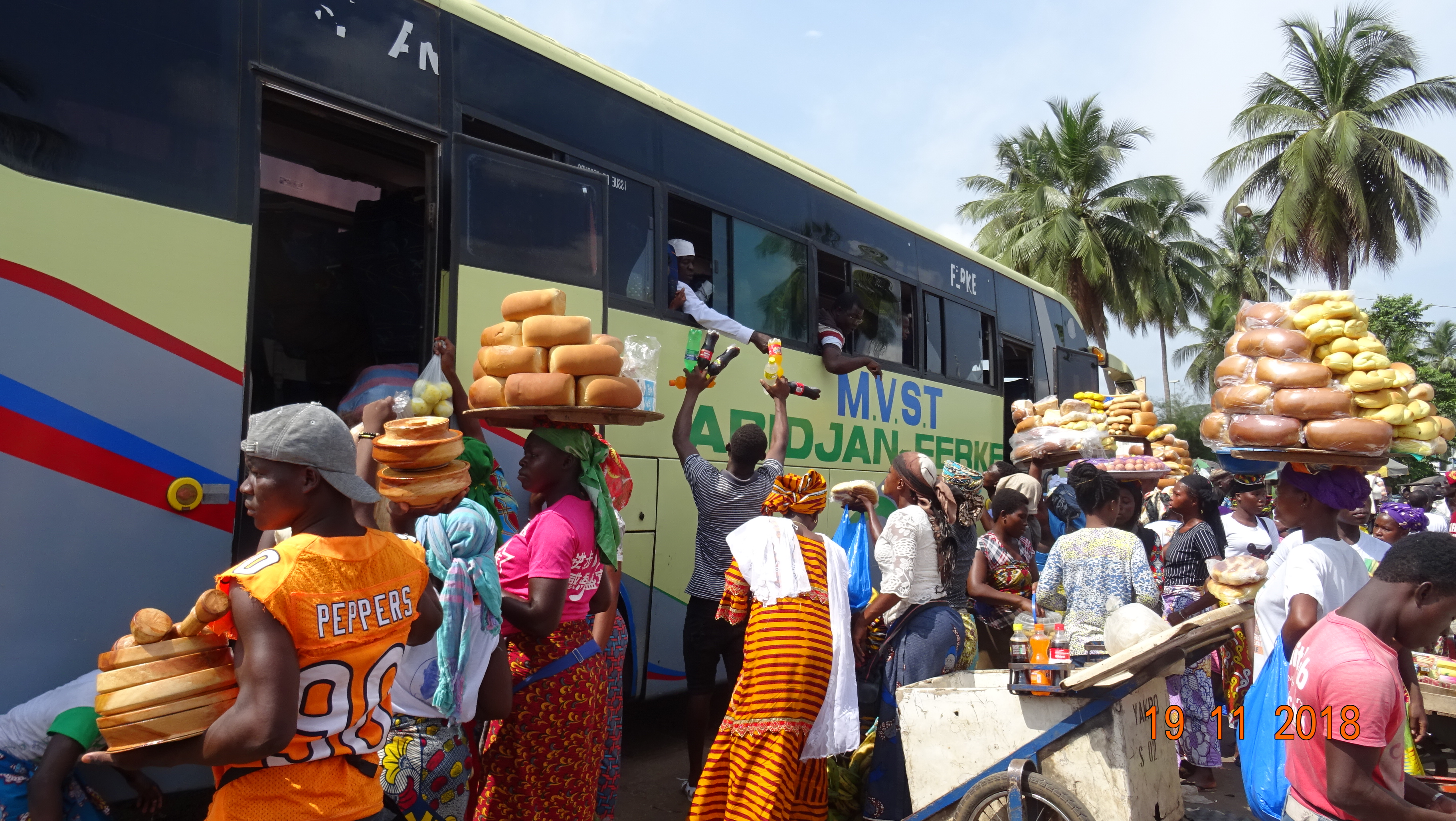
Arrêt de bus inter-régional à Yamoussoukro.
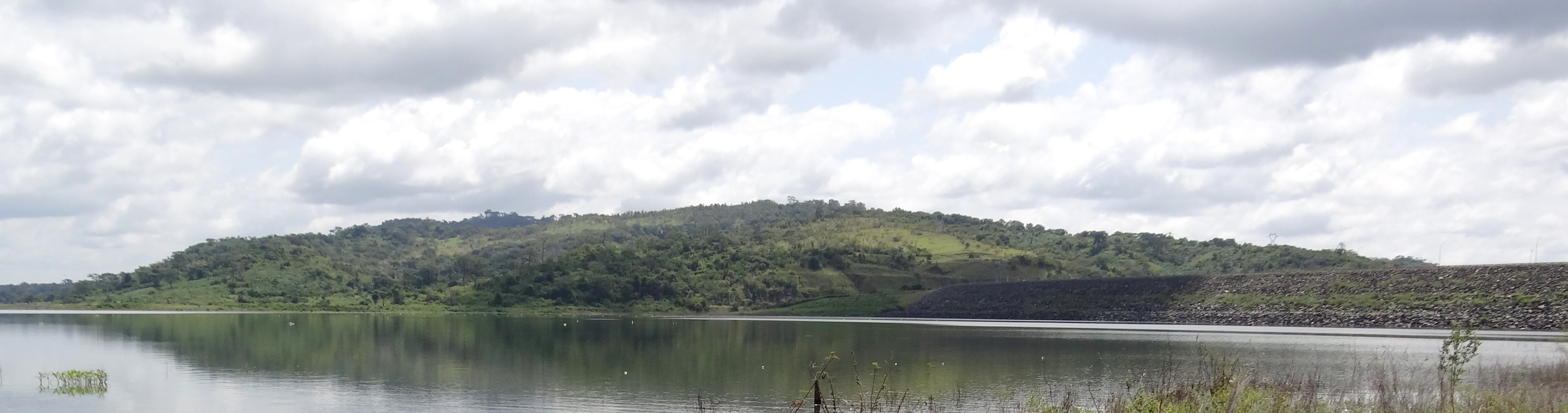
Vue partielle du barrage de Kossou, qui alimente le district en électricité.
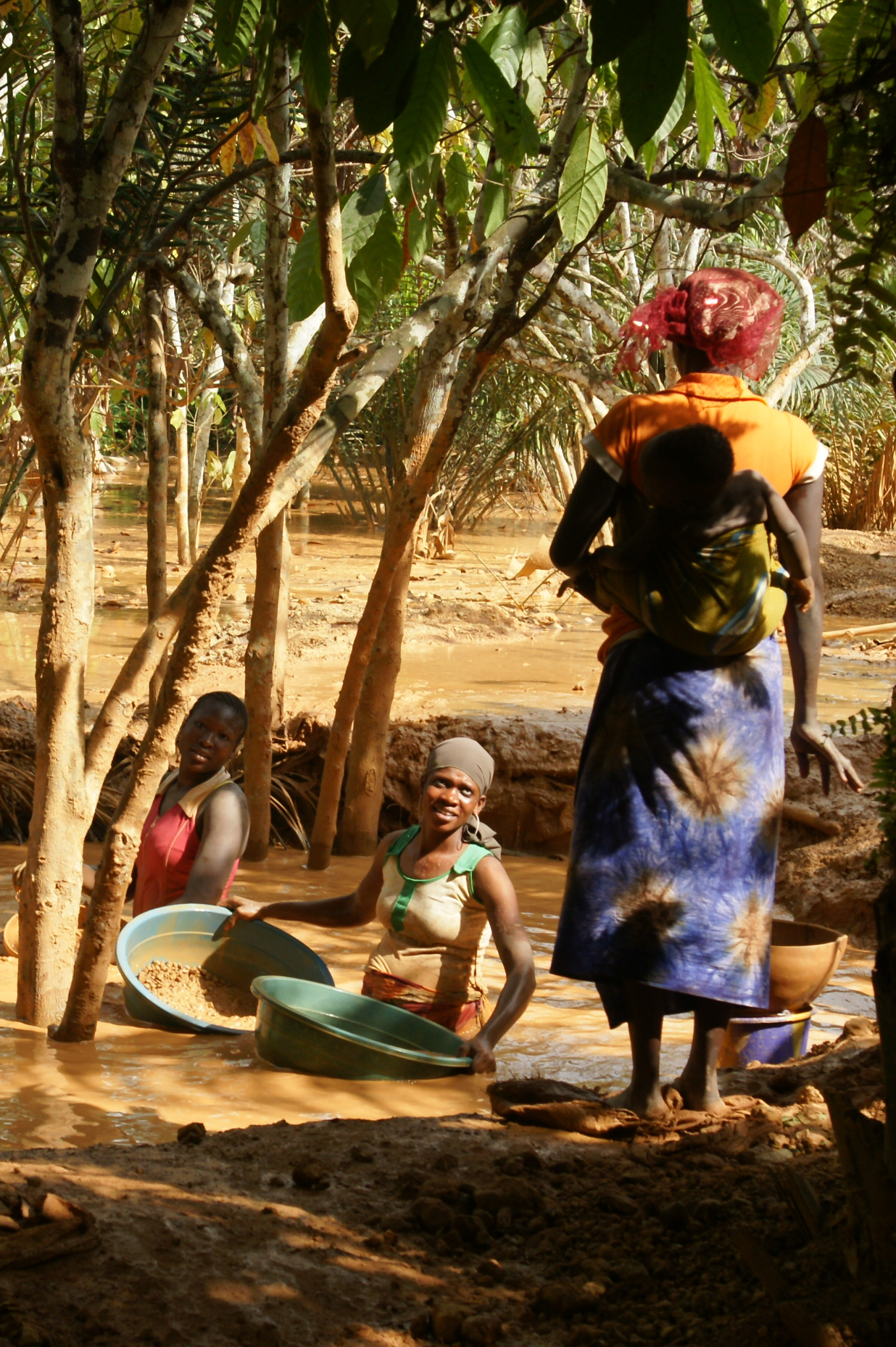
Autour du fleuve Bandama, la terre est aurifère. On voit régulièrement des chercheuses d'or dans les étangs et ruisseaux des environs.